# 大遷世界
《大遷世界》（英語：Great Migrations）為美國國家地理頻道播放的自然紀錄片，記錄全球動物的遷徙場面。節目由國家地理學會以高清攝製，共7集。

## 每集內容
《大遷世界》於2010年11月7日作全球首播。美國於同月逢星期日播放本片第1至4集，而第5至7集為附加集數，於另外時段播放。國家地理頻道估算全球約3億3千萬家庭能收看本節目首播。
| 集數 | 標題       | 美國播出日期   |
| ---- | ---------- | -------------- |
| 1    | 千里跋涉   | 2010年11月7日  |
| 2    | 繁衍生息   | 2010年11月7日  |
| 3    | 分秒必爭   | 2010年11月14日 |
| 4    | 覓食求生   | 2010年11月14日 |
| 5    | 幕後花絮   | 2010年11月14日 |
| 6    | 科學看遷徙 | 2010年11月7日  |
| 7    | 生命旋律   | 2010年11月20日 |

## 海外播放
英國
節目的英國版配音為史提芬·費亞。
香港
節目於香港國家地理頻道首播。此外，無綫電視亦購入本節目第1至5集的播映權，中文名譯稱《大遷世界》（第5集分拆為獨立節目，名為《大遷世界製作特輯》），2012年2月21日起逢星期二晚9時半於無綫電視明珠台首播，並於同年10月14日起逢星期日晚7時於高清翡翠台播放，粵語旁白為林保全。

## 外部連結
- 美國國家地理頻道《大遷徙》視訊網頁 （页面存档备份，存于）
- 香港國家地理頻道《大遷徙》節目網頁 （页面存档备份，存于）
- 香港無綫電視《大遷世界》節目網頁（页面存档备份，存于）
- 中国国家地理频道《生灵的远征》节目网页 （页面存档备份，存于）
- Amazon.com - 《大遷徙》官方圖冊 （页面存档备份，存于）